# Chuchelský hřbitov
Chuchelský hřbitov se nachází v Praze 5 v městské čtvrti Velká Chuchle, v Chuchelském háji u kostela svatého Jana Nepomuckého.

## Historie
V Chuchli býval hřbitov původně u kostela Narození Panny Marie v Malé Chuchli. Protože byl často zaplavován povodněmi, byl zřízen pro obyvatele obou Chuchlí nový hřbitov nad obcí, na vrchu v lese.
Hřbitov má dvě části – starou, kde se nacházejí hroby, a novou, která je upravena jako urnový háj a která je od starého hřbitova oddělena původní hřbitovní zdí. V průchodu mezi oběma hřbitovy se nachází márnice, v centrální části starého hřbitova je na hlavní cestě umístěn černý litinový kříž s Kristem.
Do staré části hřbitova vede od kostela hlavní vstup. Zde je pohřben například spisovatel a lékař František Novotný, pomocník a přítel Jana Evangelisty Purkyně. Spolek mediků českých v Praze mu věnoval a odhalil 1. července 1882 pomník, který je při severovýchodní hřbitovní zdi uprostřed. Hrob zde má též spisovatel Norbert Frýd. Ve východním rohu, ve hřbitovním výběžku, jsou dva velké pomníky s funerální plastikou, patřící přírodozpytci Lvu Uherkovi a Marii Ossip Uherek. Tento výběžek má zvenku samostatný vchod.
Nová část hřbitova má samostatný vstup do urnového háje, kde jsou desky rozmístěny na zemi v trávě mezi stromy. Zde je pohřben dirigent a skladatel Milivoj Uzelac.